# Melaenornis
Melaenornis is een geslacht van zangvogels uit de familie vliegenvangers (Muscicapidae) die in het Nederlands drongovliegenvangers worden genoemd omdat ze vaak egaal zwart van kleur zijn en ook qua houding op een drongo lijken. 

## Soorten
Het geslacht kent de volgende soorten:
- Melaenornis brunneus  – Angoladrongovliegenvanger
- Melaenornis fischeri  – Bergdrongovliegenvanger
- Melaenornis chocolatinus  – Bruine drongovliegenvanger
- Melaenornis annamarulae  – Nimbadrongovliegenvanger
- Melaenornis ardesiacus  – Geeloogdrongovliegenvanger
- Melaenornis edolioides  – Senegalese drongovliegenvanger
- Melaenornis pammelaina  – Kaapse drongovliegenvanger